# كيفن نيومان
كيفن نيومان (بالإنجليزية: Kevin Newman)‏ هو سياسي أسترالي، ولد في 10 أكتوبر 1933 بسيدني في أستراليا، وتوفي في 17 يوليو 1999 بكانبرا في أستراليا بسبب ذئبة حمامية شاملة. حزبياً، نشط في الحزب الليبرالي الأسترالي. وقد انتخب عضو مجلس النواب الأسترالي عن دائرة Division of Bass ‏ (28 يونيو 1975 – 26 أكتوبر 1984).